# Cordilheira Ahmar

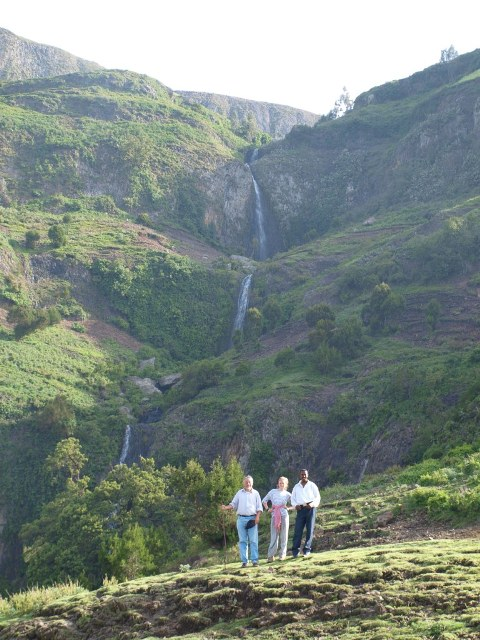

As Cordilheira Ahmar são uma cadeia de montanhas da Etiópia perto da segunda maior cidade do país, Dire Dawa. 
Estas cordilheira tem como elevações de maior altitude o monte Dalo Terara, o Dembo Terara e o monte Gondel Terara.  Nesta cordilheira nasce o Rio Dechatu.